# Sportfreunde 01 Dresden-Nord
Sportfreunde 01 Dresden-Nord is een Duitse sportclub uit Dresden. De club is onder andere actief in volleybal, tafeltennis en handbal. De club ontstond in 2001 door een fusie tussen Sportfreunde 01 Dresden en SV Dresden-Nord.
De voetbalafdeling van Sportfreunde ontstond in 1933 door een fusie tussen Ring-Greiling Dresden, SV Brandenburg 01 Dresden en Rasensport Dresden.

## Geschiedenis

### Sportfreunde 01 Dresden
In 1933 fusioneeren Ring-Greiling Dresden, Brandenburg 01 Dresden en het in 1908 opgerichte Rasensport Dresden tot Dresdner Sportfreunden 01. De club promoveerde naar de Gauliga in 1934 en werd daar vijfde. Het volgende seizoen werd de club gedeeld voorlaatste met Planitzer SC, maar degradeerde omdat ze een slechter doelsaldo hadden.
In de Tschammerpokal van 1935 bereikte de club de kwartfinale en schakelde onder meer Hertha Berlin uit en verloor in de kwartfinale van SV Waldhof Mannheim. In 1938 promoveerde de club weer naar de Gauliga en eindigde zelfs boven Guts Muts Dresden. Twee seizoenen later degradeerde de club weer en slaagde er niet meer in terug te keren.
Na de Tweede Wereldoorlog werd de club ontbonden en later heropgericht als SG Neustadt. In 1950 nam de club de naam BSG Bau-Union-Süd Dresden aan en in 1952 BSG Aufbau Dresden-Mitte. De club speelde in de lagere klassen van Oost-Duitse voetbal. Na de hereniging van Duitsland werd op 4 mei 1990 opnieuw de naam Sportfreunde 01 Dresden aangenomen.

### Sportfreunde 01 Dresden-Nord
De club bleef in de lagere klassen actief en fusioneerde op 1 juli 2001, honderd jaar na de oprichting met SV Nord en nam zo de huidige clubnaam aan. SV Nord werd in 1950 opgericht en speelde onder de namen BSG Funkwerk Dresden, BSG Motor Industriegelände en BSG Meßelektronik Dresden. De club verhuisde naar een nieuw terrein in 2002. In 2004 promoveerde de club naar de Stadtliga van Dresden, op dat moment de achtste klasse.